# Collins Mbulo
Collins Mbulo (15 maggio 1971 – Lusaka, 23 ottobre 2009) è stato un calciatore zambiano, di ruolo portiere.

## Carriera

### Club
Ha sempre giocato nel massimo campionato zambiano.

### Nazionale
Ha vestito la maglia della Nazionale tra il 1996 ed il 2003, collezionando 30 presenze e tre partecipazioni alla Coppa d'Africa.